# Twister (film)
Twister – amerykański film katastroficzny z 1996 roku.
Jest to pierwszy film w historii kinematografii wydany na DVD.

## Fabuła
Dzieło opowiada o łowcach tornad, którzy w sezonie burz letnich podążają aleją tornad z nadzieją przetestowania nowego sprzętu badawczego „Dorothy”. Sprzęt ten ma umożliwić pozyskiwanie informacji o prędkości wiatru, temperaturze i innych danych meteorologicznych. Grupie przewodzą Jo (Helen Hunt) oraz Bill (Bill Paxton), będący niegdyś małżeństwem. Z takim samym celem, tymi samymi śladami wyrusza rywalizująca grupa łowców burz pod kierownictwem dr. Jonasa Millera (Cary Elwes).

## Obsada
- Bill Paxton jako Bill „Ekstremista” Harding
- Helen Hunt jako doktor Jo Harding
  - Alexa Vega jako młoda Jo Thornton
- Jami Gertz jako doktor Melissa Reeves
- Cary Elwes jako doktor Jonas Miller
- Philip Seymour Hoffman jako „Dusty” Davis
- Alan Ruck jako Robert „Rabbit” Nurick
- Jeremy Davies jako Brian Laurence
- Joey Slotnick jako Joey
- Todd Field jako Tim „Beltzer” Lewis
- Scott Thomson jako Jason „Preacher” Rowe
- Wendle Josepher jako Patty Haynes
- Lois Smith jako ciotka Meg Greene
- Zach Grenier jako Eddie
- Richard Lineback jako Pan Thornton
- Rusty Schwimmer jako Pani Thornton
- Jake Busey jako technik
- Abraham Benrubi jako Bubba